# Asaphes
Asaphes is een geslacht van vliesvleugeligen uit de familie Pteromalidae. De wetenschappelijke naam van dit geslacht werd voor het eerst geldig gepubliceerd in 1834 door Walker.

## Soorten
Het geslacht Asaphes omvat de volgende soorten:
- Asaphes aequatus Pelov, 1972
- Asaphes aphidi (Risbec, 1960)
- Asaphes aphidii (Curtis, 1842)
- Asaphes brevipetiolatus Gibson & Vikberg, 1998
- Asaphes californicus Girault, 1917
- Asaphes ecarinatus Narendran & van Harten, 2007
- Asaphes globularis Xiao & Huang, 2000
- Asaphes hirsutus Gibson & Vikberg, 1998
- Asaphes oculi Xiao & Huang, 2000
- Asaphes petiolatus (Zetterstedt, 1838)
- Asaphes pubescens Kamijo & Takada, 1973
- Asaphes siciformis Xiao & Huang, 2000
- Asaphes suspensus (Nees, 1834)
- Asaphes umbilicalis Xiao & Huang, 2000
- Asaphes vulgaris Walker, 1834